# 拉努瓦屈耶尔
拉努瓦屈耶尔（法語：Lannoy-Cuillère，法語發音：[lanwa kɥijɛʁ]）是法国瓦兹省的一个市镇，属于博韦区。

## 地理
拉努瓦屈耶尔（49°42'28"N, 1°44'52"E）面积14.98 平方千米，位于法国上法蘭西大區瓦兹省，该省份为法国北部内陆省份，北起索姆省，西接厄尔省和滨海塞纳省，南至塞纳-马恩省和瓦兹河谷省，东临埃纳省。
与拉努瓦屈耶尔接壤的市镇（或旧市镇、城区）包括：圣瓦勒里、欧德里库尔、克里基耶、阿邦库尔、罗梅斯康普、古尔谢勒、坎康普瓦弗勒济、福尔默里。

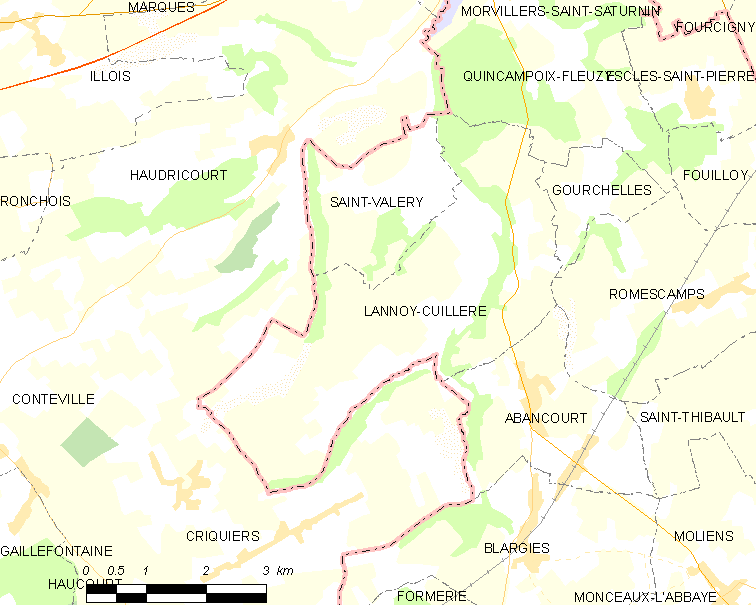
拉努瓦屈耶尔的OSM定位图

拉努瓦屈耶尔的时区为UTC+01:00、UTC+02:00（夏令时）。

## 行政
拉努瓦屈耶尔的邮政编码为60220，INSEE市镇编码为60347。

## 政治
拉努瓦屈耶尔所属的省级选区为格朗维利耶县。

## 人口

1962-2008年间拉努瓦屈耶尔人口变化图示

拉努瓦屈耶尔于2022年1月1日时的人口数量为281人。